# Patrice Stellest
Patrice Stellest, dit “Stellest”, né le 23 mai 1953 à  Saint-Gall, en Suisse, est un artiste connu pour avoir fondé le mouvement Trans Nature Art. Il est considéré comme étant un visionnaire éco-futuriste : l’un des pères fondateurs des sculptures fonctionnant aux énergies renouvelables. Il est aussi le père de l'écrivain français Pablo Daniel Magee. 

## Biographie
Après avoir passé son enfance dans sa ville de naissance, Stellest prend le chemin des États-Unis où il se forme au sein du California Institute of the Arts fondé par Walt Disney. Il se spécialise alors dans le domaine de l’art expérimental auprès de son mentor, Jules Engel, animateur en chef du dessin animé Fantasia. Son diplôme en poche, Stellest poursuit son parcours au Art Center College of Design, à Pasadena, en Californie. Il dirige alors une série de courts métrages alliant expérimentation artistique et musique. Il pressent l’avenir des clips vidéo et présente alors son travail au réalisateur Oliver Stone lorsque ce-dernier est en pleine réalisation du film The Doors. En 1982, Stellest reçoit le premier prix d’Art Center College of Design pour son court métrage Portrait 1982, qui met en valeur la place des femmes dans le monde de l’art. Une réédition de ce travail verra le jour en 2005, en collaboration avec le DJ new-yorkais Moby. 
En 1984, Stellest s’installe à Paris et reprend l’atelier des artistes Claus Oldenburg et James Rosenquist. Cependant, c’est en Touraine, sur les pas de Max Ernst, qu’il s’épanouit artistiquement en s’initiant aux techniques de la soudure sur des pièces de métal abandonnées. Il tient ainsi à redonner du sens à cette matière première inutilisée. Il étendra sa connaissance de la sculpture sur métal en tant qu’assistant de l’artiste grec Costa Coulentianos dans le sud de la France, à Saint-Rémy de Provence. Il se lie alors d’amitié avec César, René Dürrbach, Leo Castelli, ou encore l’écrivain allemand Ulrich Zieger, scénariste du film de Wim Wenders, Grand Prix du Festival de Cannes 1993 Si loin, si proche, pour qui il illustrera trois ouvrages (voir la section Ouvrages et Publications). À cette même époque, il commence une longue relation par correspondance avec l'emblématique commissaire d'exposition Harald Szeemann (aujourd'hui consultable dans les casiers 1668 et 3906 de la Collection Szeemann du Getty Research Institute de Los Angeles). 
Français de cœur, c’est de retour à Paris que Stellest donne le jour à son mouvement artistique Trans Nature Art. Il travaille alors avec l’assistant de Jean Tinguely, Martin Bühler, et l’artiste physicien du CNRS, Bernard Gitton, sur un nouveau genre d’œuvres d’art portant un message présent dans son esprit depuis toujours : la défense de la nature et de l’environnement. Il travaillera également avec le maître français du néon Benoît Nabineau, incluant de la lumière à ses œuvres alimentées par l’énergie solaire. Il partage cette aspiration au Green art avec Joseph Beuys, Sarah Hall, Rosalie Gascoigne, Julian H. Scaff ou encore Elena Paroucheva. Les encouragements de son amie la photographe Dora Maar, épouse de Pablo Picasso, poussent également Stellest à suivre cette nouvelle voie. Il est question de créer des œuvres en osmose avec la nature, un mouvement issu des énergies renouvelables. L’œuvre maîtresse de ce mouvement est La Tête Solaire. Conçue pour marcher à son propre rythme grâce à l’énergie solaire, cette sculpture est la première d’une longue série de sculptures interactives, alliant une technologie de pointe à des techniques expérimentales et au nouveau message de l'artiste. En 2003, le photographe allemand Thomas Kellner consacre un reportage à Stellest qui fera l’objet d’une exposition en Europe. La même année, il est choisi par Béatrice de Andia, Déléguée Générale de l'Action Artistique de la Ville de Paris, pour une exposition dans les jardins de son château d'Azay-le-Rideau. En 2009, il participe au tournage du court métrage Pass:on, écrit et réalisé par son fils Pablo Daniel Magee. Le projet implique huit artistes internationaux, dont John Altman, compositeur de musique pour les films Titanic, de James Cameron; James Bond: Goldeneye ou encore Monty Python : La Vie de Brian ; compositeur pour Barry White, Michael Jackson, Prince ou Björk; et saxophoniste pour les musiciens Sting, Amy Winehouse, Bob Marley, Chet Baker et Jimi Hendrix, entre autres, comme il le rapporte dans ses mémoires Hidden Man: My many musical lives.
En 2011, après une période de repli, Stellest revient sur la scène artistique en produisant le court-métrage 3D, “Stellest Genesis”, dessiné et animé par l'artiste graphique français Romain Caudron et co-réalisé avec son fils Pablo Daniel Magee, de nouveau avec la participation musicale du DJ Moby. Pour ce court-métrage, Stellest crée la figure des “Starpeople”, du “Starman” et de la “Starwoman”: des extraterrestres humanoïdes à tête d'étoile venus nettoyer la planète Terre de la pollution et la violence. Depuis lors, Stellest est apparu de nombreuses fois en public portant un masque de Starman, comme ce fut le cas sur le tapis rouge du Festival International de Cinema de Mallorca en 2022. Également en 2011, il illustre le dernier ouvrage d’Ulrich Zieger, Première visite dans le refuge; se livre à une tournée d'expositions lors desquelles il présente La machine à fabriquer des bébés verts; et monte sur scène, guitare électrique à la main, pour présenter des compositions personnelles. En 2012, le Docteur Paul O’Brien, éminent professeur en esthétique et théorie culturelle du National College of Art and Design de Dublin étudie Stellest comme étant l’un des disciples intellectuels de l’artiste Joseph Beuys dans un article qu'il consacre à l’art, la culture et l’écologie. En 2013, les auteurs Jesse Russell et Ronald Cohen lui consacrent un ouvrage publié à New-York sobrement intitulé Patrice Stellest. Très impliqué dans le monde académique et la transmission des savoirs (il est intervenu dans des écoles tout au long de sa carrière pour interpeler les enfants sur les défis environnementaux), Stellest participe en 2016 avec Kathleen Deck à l’initiative Conservation through Creation de l’Université de Californie Irvine, avec le souhait d’attirer l’attention sur le réchauffement climatique à travers l’art. Amoureux de la Touraine, il expose en 2018 à Azay-le-Rideau, ville de cœur de l’artiste Alexander Calder. Lors de cette exposition, il présente son dernier court métrage Renewable Energy Art Made in France.
En 2019, l’Université de Chicago inaugure un cursus portant sur l’œuvre de Stellest. En 2022, il prend part à l'initiative caritative Une œuvre pour l'hôpital, afin de lever des fonds pour les hôpitaux français confrontés à la pandémie de Covid-19.

## Ouvrages et Publications
- Ulrich Zieger (ill. Patrice Stellest), Grosse beruhigte Körper, Berlin, Galrev Druck, 1992, 112 p. (ISBN 9783910161238)
- Ulrich Zieger (ill. Patrice Stellest), Schwarzland, Berlin, Qwert zui opü, 1994, 48 p. (ISBN 9783910161443)
- Ulrich Zieger (ill. Patrice Stellest), Première visite dans le refuge, Berlin, Rugerup, 2011, 98 p. (ISBN 978-3942955058)
- Jesse Russell, Ronald Cohen, Patrice Stellest, New York, Transmedia, 2013, 80 p. (ISBN 9785512439012)

## Récompenses
- Best International Peace Short Award pour Stellest Genesis au Dubai Independent film festival 2022[23]
- Best Music Video Award pour Stellest Genesis au Five Continents International Film Festival 2022
- Best Animated Film Gold Award pour Stellest Genesis aux Hollywood Gold Awards Film Festival 2022
- Best Music Video Gold Award pour Stellest Genesis aux Hollywood Gold Awards Film Festival 2022
- Best Music Video Award pour Stellest Genesis aux London Movie Awards 2022
- Honorable Mention Award dans la catégorie Meilleur Film d'Animation pour Stellest Genesis aux Los Angeles Film Awards 2022
- Best Short Animation Silver Award pour Stellest Genesis au Milan Gold Awards Film Festival 2022
- Honorable Mention Award dans la catégorie Meilleur court-métrage d'animation pour Stellest Genesis aux Paris Film Awards 2022
- Honorable Mention Award dans la catégorie Meilleure Bande Originale pour Stellest Genesis au South Film and Arts Academy Festival 2022
- Best Animation Short Film Audience Award pour Stellest Genesis au South Film and Arts Academy Festival 2022
- Best Short Animation Award pour Stellest Genesis au South Film and Arts Academy Festival 2022
- Honorable Mention Award dans la catégorie Meilleur Script dans un court-métrage pour Stellest Genesis au South Film and Arts Academy Festival 2022
- Best Sound and Music Award pour Stellest Genesis au Wildsound Writing and Film Festival - Toronto 2022